# 村井秀夫刺殺事件
村井秀夫刺殺事件（むらいひでおしさつじけん）とは、1995年（平成7年）4月23日に発生した殺人事件。オウム真理教の最高幹部であった村井秀夫が、東京都港区南青山にあった教団東京総本部前で、山口組傘下の右翼団体「神州士衛館」構成員を名乗る在日韓国人の徐裕行（ソ・ユヘン）に殺害された事件。

## 概要
1995年4月23日20時35分、教団東京総本部ビル前において、山梨県西八代郡上九一色村（現・南都留郡富士河口湖町）のサティアン群から戻ってきた村井が、犯人によって刃物で左腕と右脇腹を続けざまに刺された。村井ら教団幹部は、東京総本部に出入りする際は地下通用口を使用していたが、事件当夜はなぜか施錠されており、村井が外階段を引き返し1階出入口に向かおうとした際に襲われた（後述の通り教団の事件関与を疑う見方もあったが裁判では認定されていない）。
事件の瞬間はTVニュースで繰り返し放映され、日本中に衝撃を与えた。刺された後、直ちに村井は東京都立広尾病院に救急車で搬送されたが、右脇腹に受けた深さ13 cmの刺し傷が致命傷となり、出血性ショックによる急性循環不全のため翌4月24日2時33分に死亡。実行犯の徐は事件後直ちに逮捕された。

## 犯人と裁判
実行犯の徐裕行は、三重県伊勢市所在の右翼団体「神洲士衛館」の構成員を名乗っていたが、同団体は政治活動をほとんど行っていない休眠団体であり、実際には三重県伊勢市所在の山口組系暴力団羽根組の構成員だった。徐は過去に催事企画会社を経営していたが、倒産により2,300万円の借金を抱えていたことが捜査で判明。その供述により、暴力団若頭K・Kも共犯として5月11日に逮捕された。羽根組はその後解散した。
徐は犯行動機について「義憤にかられて殺した」と供述したが、取り調べの後に「若頭の指示により犯行に及んだ」と証言を変え、「人を刺すという行為が怖かった」「しくじって残念という気持ちと、やらなくて良かったという安堵感で複雑だった。体は震えていた」「若頭から『ある人がお前に期待している』と言われた」と供述している。
一方、若頭は「指示」そのものを否定した。警察の捜査でも、暴力団若頭とオウム真理教の接点は見当たらなかった。また、公判において若頭からの犯行指示日に関する実行犯の供述は不自然であると認定された。裁判の結果、東京地方裁判所は徐に懲役12年、暴力団若頭K・Kに無罪判決を下し、確定した。この事件で裁判長を務めた安廣文夫は「犯行の背後関係はいまだ解明し尽くしておらず、不透明な点が残されていると言わざるを得ない」と発言した。
若頭はその後2000年11月14日に、建設資材会社に対する恐喝容疑で宮崎県警察に逮捕された。徐は旭川刑務所に服役し、2007年に出所した。
徐は「上祐史浩、青山吉伸、村井秀夫の教団幹部3人なら誰でもよかった」と供述したが、犯行当日のテレビ報道では実行犯が東京総本山ビル周辺でうろついている姿が度々映像に映っているものの、教団幹部である上祐や青山が出入りしても一切動いておらず、最初から村井をターゲットにしていたことが明白と指摘された。このことについて、徐は「週刊金曜日」2011年9月16日号で「3人がどこから来てどのスピードで入口に入るか分からず、実行の際にナイフを取り出すのが間に合うかを考えた。上祐、青山の時は距離等の関係で出来なかったが、村井の場合はかなり遠くから歩いてきたので体勢とかポジションの準備をする余裕はあった」という旨の回答をしている。
また、週刊朝日2012年7月5日特別号のインタビューに応えた際には、「この事件はもう判決が出て終わっている。今もお話しできないこともある。だが、なぜ、僕が事件を起こしたか。それは、最終的には『個人の憤り』です。あの当時、社会全体がオウムに対し憤りがあったし、僕も『とんでもない連中だ』と強い義憤を感じていた」とし、裁判当時の供述とは正反対の主張を展開。また森達也から背後関係について質問された際、実行犯は「組織的なことはない」と主張した。週刊新潮のインタビューでは、若頭との関係については一切語らなかった。
社会復帰後はブログを開設し、北朝鮮拉致問題への言及などを行っていたが、事件から20年を経た2015年4月以降、ブログの更新は途絶えている。

## 教団の供養
司法解剖後、村井の遺体は紺と白の格子しまのある浴衣が着せられ、渋谷区の代々幡斎場へ移送された。遺体はオウム信者が製作した棺に納められた。棺は木くずだらけでラッカーが塗られておらず、窓のレリーフが粗末で、釘を打つ場所がずれている状態だった。火葬後、遺骨は両親とともに、東海道新幹線で大阪府吹田市の実家へ帰郷した。
教団では、村井が死亡した4月24日以降の10日間、事件現場となった東京総本部前で弔いの踊り「鎮魂の舞い」を披露し、村井を追悼した。1踊りの期間を10日間とした理由は、「死者は遅くとも死後49日以内に輪廻転生するが、これが早ければ早いほど高い世界に転生し、遅いほど低い世界（人間界は45日目、地獄界は49日目）に転生する。」という教団の教義に基づくもので、村井は幹部としての「功績」が高いので、10日以内に転生するとされたためである。
事件から1週間後の4月30日には、熊本県の市民団体「人権尊重を求める市民の会」の会員10人が村井の追悼集会と称して事件現場に集まり、「あの時、マスコミ、警察はなぜ村井氏を助けなかったか」と拡声器で訴えながら、鐘と太鼓を打ち鳴らした。
また、『巨聖逝く 悲劇の天才科学者 村井秀夫』『巨聖逝く マンジュシュリー・ミトラ正大師物語（漫画版）』を発刊し、村井の「功績」を称えた。その中で、オウム真理教教祖の麻原彰晃が、瞑想中に村井の魂と会話を交えた、と声明文を出している。
村井の刺殺場所となった教団東京総本部ビルは、事件から20年後の2015年4月に解体された。

## 陰謀説
事件直後、警視庁はオウム真理教の捜査に重大な支障となりかねないことから、村井の死を首相官邸に報告している。オウム真理教の事件は1994年6月の松本サリン事件、坂本弁護士一家殺害事件、そして地下鉄サリン事件と世間を震撼させており、首相官邸への報告は当然の義務であった。当時国家公安委員長だった野中広務は「捜査中である、オウム真理教内での科学部門担当トップといわれる村井氏が刺殺されたことは残念だ。どんな理由があれ、殺すことは許されない。（徐は）右翼と名乗っているが、背景などを徹底的に捜査したい」と述べ、背後関係などの解明に全力を挙げる考えを示していた。結果、組織的犯行は認められなかったが、裁判長やメディア、捜査関係者等、現在も背後関係を指摘する説が残っている。

### 単独犯説
- 事件直後から民族派系右翼の関係者らが「事件に背後関係はない」と主張している。一水会の鈴木邦男は当時、「純粋に国を憂う人間が、国民に代わって“やってやる”と思い、こんなことをやってしまったのでは？徐容疑者はある意味でオウム＝サリンとテレビにマインドコントロールされていたのでは」「組織な背景はないと思う」と持論を展開した。その後、鈴木は出所した徐と親交を結び、2013年に上祐史浩と共著で「終わらないオウム」（鹿砦社）を出版。再び「事件の背後関係はない」と主張している。これに対して、漫画家の小林よしのりは著書「ゴーマニズム宣言9」で背後関係を無視した鈴木を批判している。また、新右翼活動家の蜷川正大、中台一雄も組織的犯行を否定しており、徐がマスコミに洗脳された被害者だと主張している。ただし、徐が若頭の指示を供述した理由については触れていない。なお、事件の指示役とされている羽根組若頭は過去に九州雷鳴社という組織に所属していたが、同団体の命名者は鈴木、蜷川、中台の恩師である野村秋介だったとサンデー毎日（1995年8月13日）が報じている。徐は羽根組の準構成員だったが、羽根組長を主役のモデルにした映画「獅子王たちの夏」を監修したのは野村である[9][10]。
- 有田芳生は、刺殺直前に南青山総本部の地下室に鍵がかかっていて村井が入れなかったのは、上祐史浩の指示だと主張していたこともあったが[11]、その後意見を変えている。徐と交友があり、現在も「背後関係の一切無い単独実行犯」説を主張している。

### オウム口封じ説
- 被害者の村井が毒劇物の生産や一連のオウム真理教事件の中核を担う立場だったとみられることから、オウム真理教内部による口封じではないかという見方が非常に強かったものの、刑事事件としてはオウム真理教の関与はないと認定されている。
- 地下鉄サリン事件後、村井はサリン製造疑惑を否定するため頻繁にテレビ出演をしていた。1995年4月17日放送の「THEワイド」で村井は生物化学兵器専門家のカイル・オルソンと討論をしているが、放送中にサリン製造に必要なハステロイの存在を明かしてしまい、厳しく追及される一幕があった。司会を務めていた草野仁はこの失言が原因で刺殺されたのではと感じたという[12]。同年4月22日、村井は日本テレビの特別番組「スーパースペシャル95Xデー間近？オウム帝国とサリン事件」に再びオルソンが参加することを知り「オルソン氏と一緒なら出ない」と出演を拒否している[13]。
- 村井がサリンプラントの言い訳に手こずっているのを見かねた麻原が、早川紀代秀らを集め会議を開き、「ポアもやむなし」と指示したとする証言がある[14]。
- 村井の死によって、村井が知りうるオウム事件に関する供述が聞き出せなくなり、一連のオウム事件の解明を遠のかせることになった。村井刺殺事件によって裏組織による他の教団幹部への殺害による口封じが懸念されたため、警察による教団幹部への別件逮捕が一層進められた。
- 井上嘉浩は逮捕後、村井刺殺について「松本智津夫氏が弟子を切り捨てる方向に動いていると思った。僕も内心、殺されるのではと思っていた」と供述している[15]。また麻原は法廷で井上に対し、「何のために村井が死んだのか考えろ」と意味深な発言をしている[16]。
- 麻原は『巨聖逝く 悲劇の天才科学者 村井秀夫』で村井の霊と対話したと主張し、村井の死を自身の超能力の誇示と喧伝に利用している。
- 麻原の娘である松本麗華は当時の村井の警備担当信者から、刺殺の瞬間の直前にオウム信者から羽交い締めされ、村井を守れなかったとの話を聞かされた。ただし、松本麗華はオウムが殺したという説とは逆に、村井が「全部自分の指示で尊師は関係無い」と証言するのを防ぐため殺されたとのではとも考えている[17]。
- 1995年5月2日放送の「ザ・フレッシュ!」では本事件の映像を分析する特集が組まれ、2人の信者が村井の逃げ場を遮る動きをしていた疑いがある、と報道した。映像では眼鏡をかけたチェックのワイシャツの信者が、腕を伸ばして村井の進路を遮り、警護していた信者を羽交い締めする様子が記録されているが、裁判で検証されることはなかった。
- 村井が自ら口封じをしたという説もある。元教団幹部の中川智正や野田成人は個人的な見解として、村井ならやりかねないと述べている。ただし、野田はブログのコメントで「憶測に過ぎない」と付け足している。また、野田は北朝鮮関係の陰謀説は週刊誌が儲けるためのガセネタにすぎないと主張している[18][19]。
- 伊藤芳朗は2018年7月6日放送の「金曜プレミアム」で村井の口の軽さを指摘し、事件は教団内部の犯行としか考えられないと断言している。

### 上祐史浩の主張
- 上祐史浩は村井事件の背後関係について、主張を二転三転変えている。事件当時は「村井刺殺は麻原の予言に沿って起きた事件であり、事件の背後に闇の勢力がある節がある」と記者会見で語り、村井は死ぬ間際に「ユダにやられた」と話したという。
- 2000年2月の週刊プレイボーイでは上祐は、「彼（村井）は刺殺される直前に、オウム真理教の事件その他はユダヤの陰謀であると言おうとしていた、そんな気配がある」「ユダヤ叩きというのは、僕にはどういう意味なんかよくわからない」が、「彼はあの直前に、テレビに出演してユダヤ叩きをやろう、という計画を立てていた」「刺殺される数時間前に彼から私の方に「ユダヤ叩きをやりますよ。今から戻ります」という電話があった」「彼はその直後に刺殺された」、と述べている。また、事件当日、「オウム出版の編集部に彼が「ユダヤの陰謀関係の本を集めてくれ」と依頼していたという事実もある[20]。
- 2010年の「FRIDAY」の紙面では「4月に入って早川（紀代秀死刑囚）が、『村井が施設に残したビニール袋が強制捜査で発見され、サリン製造の証拠となった』と麻原に告げています。このことによって村井さんが狙われた可能性も考えられます」と回答している[21]。しかし早川は「村井秀夫が殺されたためグル麻原の未来ビジョンのひとつが実現不可能になってしまったことから、グル麻原の現状認識や未来を見通す力に疑いを抱き始めました」と証言している[22]。
- 上祐は徐と対談した2013年以降、「あれは単独犯ですね。オウムをやっつけるという義憤によるものです。 背景にオウムも暴力団も関係していない」と単独犯説を主張するようになった。「田原総一朗 オフレコ!スペシャル」（2013年6月14日）で上祐と対談した田原総一朗はこの主張に対して「本当かな?」「彼（徐）にとって悪なんかあるのかな」と疑問を投げかけている。
- 麻原の死刑執行後の「TOCANA」（2018年7月14日）では、上祐は再び見解を変え「直接的には徐裕行という在日韓国人が犯人とされていますが、その裏に知られざる背景があったのかを含め、それ以上のことはまったくわかりません」と曖昧な回答をしている[23]。
- 2022年7月13日、上祐はTwitterで安倍晋三銃撃事件に触れ、安倍と村井がともに神戸製鋼に就職していたことなど共通点を挙げ、安倍を射殺した犯人が統一教会の被害者家族だったことから「共に宗教への怒りのため殺された」と主張。本事件の動機の見解を再び変えた[24]。

### 暴力団共謀説
- 実行犯の徐は東日本大震災直後に、山口組系暴力団後藤組組長の後藤忠政が主催する復興支援団体「G−rise日本」の副代表を務めている。オウム事件当時、後藤組は教団との間で土地取引をしており、事件との関連性が一部マスコミや捜査関係者の間で指摘されていた。1992年にはオウム教団本部があった上九一色村で、後藤組系の不動産会社「エム・プランニング」の会長ら計6人が国土利用法計画法違反の容疑で逮捕されている。1995年6月17日に行われた第132回国会予算委員会第33号の中では、錦織淳が静岡県富士宮市のオウム施設が後藤組関係の企業から借りた建物だったと指摘している。また、オウム事件の捜査に関わった小山金七は富士宮市の土地の購入の世話役は村井秀夫だったと証言し、村井と後藤組の関係を指摘した。これらの指摘に対し、後藤忠政は「あいつら（オウム）も土地がいるんで、俺の知り合いの不動産業者の所に来たらしいわ。「農地を売って欲しい」とか言って。オウムとの「関係」といったって、その程度のことだ」と証言している。徐は尊敬する人物として野村秋介を挙げているが、野村は後藤とは盟友関係である。
- デイリースポーツはオウム真理教が山梨県上九一色村に進出した時、地元住民が抗議しに来ると教団幹部と一緒に対応してきたのが後藤組だったと報じた[25]。
- 1995年7月25日に行われた徐の初公判では東京地裁に679人の傍聴希望者が18枚の傍聴券を求めて集まり、競争率は37.7倍になった。この初公判で、傍聴席最前列に座っていた羽根組構成員のK・Hが、徐に「頑張れよ、皆で待ってるからな!」と大声で叫び職員に引きずり出される騒動が起きており、一部始終を佐木隆三が目撃している。この羽根組構成員は徐の幼馴染であり、徐を組関係者に引き合せたり世田谷区上祖師谷にある貸家を紹介するなど身辺の世話をしていた。1995年5月11日に暴力行為（恐喝）の容疑で逮捕されるが、証拠不十分ですぐに釈放されている。

### 複数の組織による共謀説
- 飯干晃一は村井刺殺事件の背後に、教団以外に複数の組織が関与していると指摘している。「共犯が逮捕されたことで、上部の指令で傘下の羽根組が動いていたと見られがちだが、違う。徐はほかの組織の命令に従って行動することになったが、ひとりではやれないので、見知っていた羽根組の力を借りた…というより、むしろ羽根組を利用したと見ている。羽根組が徐を利用したのではなく、その逆。徐は自分の背景を隠すために羽根組を利用した。では、その背景は何かというと、いまは1つの団体ではなく、2～3の団体が複合したもの、としか言えない」「実際に村井氏の殺害を企てたのは、教団の背後にある勢力だろう。村井氏は幹部として、その勢力とさまざまなことでかかわってきたはず。村井氏が警察に逮捕された場合、『自分たちのことまでばらされてしまう』と脅威を感じていた勢力から教団は村井氏殺害の通告を受け、会議で承認したと考えられる」と推察した。

### 北朝鮮陰謀説
- 徐とK・Hが暮らしていた家の管理人の姉は北朝鮮工作員、辛光洙の愛人だったことが判明している。SAPIO（1995年7月26日号）で初めて報道された。「週刊金曜日」（2011年9月16日号）では、徐は取調中に警察官や検事から度々「北朝鮮、行ったことあるのか?」と質問されたという。そのためオウムの背後に北朝鮮が関わっているのではないかという謀略説が浮上している。徐は20代の頃に朝鮮総連足立区支部に出入りしており、指紋押捺拒否運動に参加していた。実行犯が在日韓国人であることから、韓国でも波紋を呼び、教団の報復をおそれ空港や港湾で厳戒態勢がしかれた[26]。この厳戒態勢はその後オウム捜査の進展により解除された。現在も徐が朝鮮総連との関係や過去について具体的な言及を避けており、来歴に不明な点が多いため北朝鮮陰謀説を信じる人も多く、宮崎哲弥や元公安調査庁本庁調査第二部長の菅沼光弘もこの説に注目している。
- 現代コリア（平成七年六月号）は、K・Hが、他の在日羽根組構成員と共に何度も北朝鮮へ渡航したと記載している。
- 一橋文哉は、徐が北朝鮮系の政治団体チュチェ思想研究会の支部長をしていたと主張しているが、詳細は不明[27]。
- オウムが、北朝鮮工作員の八尾恵と直接接点があったという報道がある。1991年10月20日に練馬文化センターでオウム主導で開催された「真の自由と平等を求める10・20市民の集い」に、八尾と共にオウム側から青山吉伸と鹿島とも子が参加していたと、週刊新潮（1995年5月18日号）、週刊現代（1995年5月20日号）の伊勢暁史が指摘している。
- 中田清秀は、早川紀代秀が「麻原には内緒で北朝鮮経由でロシアに入ったりして、彼個人で活動していたような部分もあった」と証言している[28]。

## 報道

### 事件発生当時
3月20日の地下鉄サリン事件の発生をきっかけに2日後の3月22日に教団施設への強制捜査によってオウム真理教への疑惑が深まった。そして、岐部哲也（4月6日逮捕）、越川真一（4月6日逮捕）、 林郁夫（4月8日逮捕）、石川公一（4月8日逮捕）、新実智光（4月12日逮捕）、早川紀代秀（4月20日逮捕）などの教団大物幹部が次々と逮捕され、村井自身にも疑惑の目が向けられる中で、連日大勢の報道関係者や警視庁から24時間体制で監視されていた。しかし現場は建物の周囲にロープを張る対策はされておらず、連日見物人が詰めかけている状況だった。4月19日には二人組の男が怒鳴り込む騒ぎがあり、4月20日には泥酔したサラリーマンが教団東京総本部前で腹いせに立ち小便をし、警察に連行される騒ぎが発生していた。
事件当日も教団東京総本部前で、村井を報道陣が取り囲んでいた最中に、テレビカメラの前で刺殺された（村井が襲撃を受けた東京総本部ビル前では、赤坂警察署の署員6人が警護に当たっていた）。
また偶然にも事件発生時刻に『ザ・スーパーサンデー』にてオウム真理教特集『久米宏が迫るオウム真理教の虚と実!』が生放送されており、上祐史浩や元信者である高橋英利が生映像出演しており、番組放送中に村井刺傷の速報が入った。放送スタジオにはゲストとして瀬戸内寂聴や吉岡忍が出演していた。またこの番組では村井と高橋の電話録音内容が公開されていた。

### 現場の状況
FOCUS編集部専属カメラマンだった鷲尾倫夫は、取材のため現場で待機していたところ、村井を待ち伏せしていた徐の姿に気付き、マークしていたという。この時徐は目が定まっていない様子だった。村井が現れると鷲尾はビルの前にあった花壇に上り撮影を始めた。その直後に徐が村井を狙いはじめたため、ファインダーをのぞくのを止めて二人の位置を直接目で確認しながら、徐と刺される直前の村井の姿を写真に収めた。写真は第2回編集者が選ぶ雑誌ジャーナリズム賞に選ばれたが、鷲尾は人が死ぬ瞬間を撮影したことに嫌悪感を抱き、授賞式を欠席したという。また、宮嶋茂樹は現場を取材していたが帰宅したため撮影できず、鷲尾を羨ましく感じたという。しかし、同業者からの反響はあったものの渾身のスクープは売れずFOCUS編集部の山本伊吾は違和感を抱いたという。
ジャーナリストの山路徹は、オウムの諜報省を名乗る人物から取材に誘われた。刺殺事件当日に取材していた上九一色村で4時間、その後青山総本部の地下休憩所で1時間待機させられた。待機中、背後の扉を開けるような音が聞こえ（扉の向こうには村井がいたという）、その直後に事件が発生した。村井は総本部へは通常地下から出入りしており、事件当時も地下から総本部へ入ろうとしていたが、この時は扉が施錠されていたため地上へ戻り、その後刺されたという。事件発生後、山路はオウム側の要請で村井が搬送された病院へ入り、取材をおこなった。
この時待合室にいた信者が山路を案内していた信者に「尊師の予言通りになったな」と発言し、案内人が口止めするのを見たという。
東京スポーツ新聞社のカメラマン紙谷光人は村井のそばでカメラ撮影をしていたため返り血を浴び、村井の血痕が靴に残った。
この他にも、日刊スポーツの大西健一、松田秀彦、テレビ朝日の長谷川まさ子、贄田英雄が刺殺を目撃している。

### 刺殺映像
1995年4月23日に放送された「ザ・スーパーサンデー“久米宏が迫るオウム真理教の虚と実!”」では放送中に村井刺殺事件が発生し、事件から約10分後にVTRで現場の様子を放送。視聴率は38.9%を記録した。テレビのニュース番組やワイドショー等が生々しい刺殺シーンを無修正で繰り返し放送したため、事件報道のあり方に議論を巻き起こし、4月27日以降、この映像を放映しなくなった。

### 海外の報道
米紙ニューヨーク・タイムズ（早版）は殺害された村井の写真を大きく取り上げ「地下鉄サリン事件以来、広まっている一般の不安をさらに増幅した」と報道。英紙デイリーテレグラフは「ガス攻撃の復讐のためにオウムのリーダーが殺された」と報道。一方徐については「なぜ在日韓国人が右翼なのか」と疑問を投げかけた。

### 類似事件
事件後も教団施設へ襲撃犯が現れ警察に逮捕、連行される事件が起きている。
事件が起きた南青山総本部では警備が強化され、通行人の男女が取り押さえられた他 4月27日にはナイフを所持していた男が銃刀法違反で逮捕される事件が起きている。
同日オウム京都支部では日本刀を持った男が現れ住居侵入と銃刀法違反で逮捕されたが、右翼関係者ではなかった。

### 不祥事
1995年7月16日に放送された報道特捜プロジェクトは羽根組の元幹部を自称する暴力団関係者を出演させ、事件の真相に迫る特番を流したが、生放送中に羽根組長から「あれはうちの組員ではない」と抗議が入るハプニングがあった。番組では「私は事件の全てを知っている。身の危険を感じているが、組を解散に追い込んだK・K（羽根組若頭）が憎い」と証言していたが、クレーム直後に司会者から「あなたは羽根組の組員ではないんですか」と問われ、「表面的にはです」と実質的には組幹部だったことを強調した。
日本テレビはこの暴力団員に出演料として50万円を支払った上、家族旅行の費用40万円を負担したため問題となった。
どこからか村井の遺体の写真が週刊誌に流出し、物議を醸した。

## 映像作品
- 1番だけが知っている 『スクープカメラマンが震えた1枚 村井秀夫刺殺事件』
- 直撃!シンソウ坂上 『独占スクープ！サリン事件極秘資料 ―オウム “天才”信者VS伝説の刑事―』